# 琥珀酰单胆碱
琥珀酰单胆碱是一种含氮有机化合物，分子式C
9H
17NO
4，可看作琥珀酸与胆碱形成的单酯，为琥珀胆碱的代谢产物。